# Noëllet
Noëllet ist eine Ortschaft und eine Commune déléguée in der französischen Gemeinde Ombrée d’Anjou mit 473 Einwohnern (Stand: 1. Januar 2022) im Département Maine-et-Loire in der Region Pays de la Loire. Die Einwohner werden Noëlletains genannt.
Die Gemeinde Noëllet wurde am 15. Dezember 2016 mit neun weiteren Gemeinden, namentlich La Chapelle-Hullin, Chazé-Henry, Combrée, Grugé-l’Hôpital, Pouancé, La Prévière, Saint-Michel-et-Chanveaux, Le Tremblay und Vergonnes zur neuen Gemeinde Ombrée d’Anjou zusammengeschlossen. Die Gemeinde gehörte zum Arrondissement Segré und zum Kanton Segré.

## Geografie
Noëllet liegt etwa 45 Kilometer nordwestlich von Angers am Verzée. 

## Bevölkerungsentwicklung
| Jahr                       | 1962 | 1968 | 1975 | 1982 | 1990 | 1999 | 2006 | 2013 |
| Einwohner                  | 639  | 573  | 543  | 494  | 451  | 393  | 365  | 433  |
| Quellen: Cassini und INSEE |      |      |      |      |      |      |      |      |

## Sehenswürdigkeiten
- Kirche Saint-Mainboeuf aus dem 19. Jahrhundert
- Schloss Bois-Bernier

## Persönlichkeiten
- Marie Brémont (1886–2001), Altersrekordlerin